# Regent-Fahrrad-Werke
Die Regent-Fahrrad-Werke waren ein deutscher Hersteller von Fahrrädern und Automobilen.

## Unternehmensgeschichte
Die Maschinenfabrik W. Stutznäcker aus Dortmund wurde 1872 gegründet.
Es wurden dort seit 1886 Fahrräder hergestellt. 1889 war das Unternehmen auf der Leipziger Fahrradausstellung vertreten. 1890 wurde es als „Hersteller der berühmten Vehmlinde Fahrräder“ bezeichnet, später wurde dann der Markenname Regent verwandt. Ab 1901 wurde der Automobilbau aufgenommen. 1906 erfolgte die letzte bekannte Erwähnung als Dortmunder Nähmaschinen-, Fahrrad- und Motorwagenfabrik Wilhelm Stutznäcker.
Die Regent-Fahrrad-Werke wurden 1902 als Tochterunternehmen der Maschinenfabrik W. Stutznäcker gegründet. Ziel war zunächst die Produktion von Fahrrädern. Im gleichen Jahr oder 1903 folgten Automobile. 1904 endete die Produktion. Die Zahl der hergestellten Autos blieb gering.

## Automobile
Das Fahrzeug hatte einen Benzinmotor, der direkt über einen Stirnradtrieb mit der Hinterachse verbunden war. Ketten oder Riemen besaß das Fahrzeug nicht. Für den Antrieb standen ein Einzylindermotor mit 6 PS Leistung oder ein Zweizylindermotor mit 14 PS Leistung zur Verfügung.